# Сектор диска

Структура диска:
(A) дорожка
(B) геометрический сектор
(C) сектор дорожки
(D) кластер

Се́ктор диска — минимальная адресуемая единица хранения информации на дисковых запоминающих устройствах (НЖМД, дискета, CD). Является частью дорожки диска. Первоначально у большинства устройств размер сектора составляет 512 байт (например, у жестких и гибких дисков), либо 2048 байт (например, у оптических дисков). Новые жесткие диски используют размер сектора 4096 байт (4 Кбайт), известный как расширенный формат (Advanced Format).
Для более эффективного использования места на диске файловая система может объединять секторы в кластеры, размером от 512 байт (один сектор) до 64 Кбайт (128 секторов). Переход к кластерам произошел потому, что размер таблицы FAT был ограничен, а размер диска увеличивался. В случае FAT16 для диска объемом 512 Мб кластер будет составлять 8 Кб, до 1 Гб — 16 Кб, до 2 Гб — 32 Кб и так далее.
Количество секторов на цилиндрах ранее было одинаковым, на современных дисках количество секторов на цилиндрах разное, но контроллер жёсткого диска сообщает о некоем условном количестве дорожек, секторов и сторон, хотя позднее была создана система (LBA) обращения к дискам, в которой все секторы пронумерованы.
Первый сектор диска обычно является загрузочным.
Первый сектор НЖМД содержит главную загрузочную запись,
содержащую короткую программу передачи управления в загрузочный сектор, находящийся
на разделе, и таблицу разделов (слайсов).